# Comissió Jurídica Assessora de la Generalitat de Catalunya

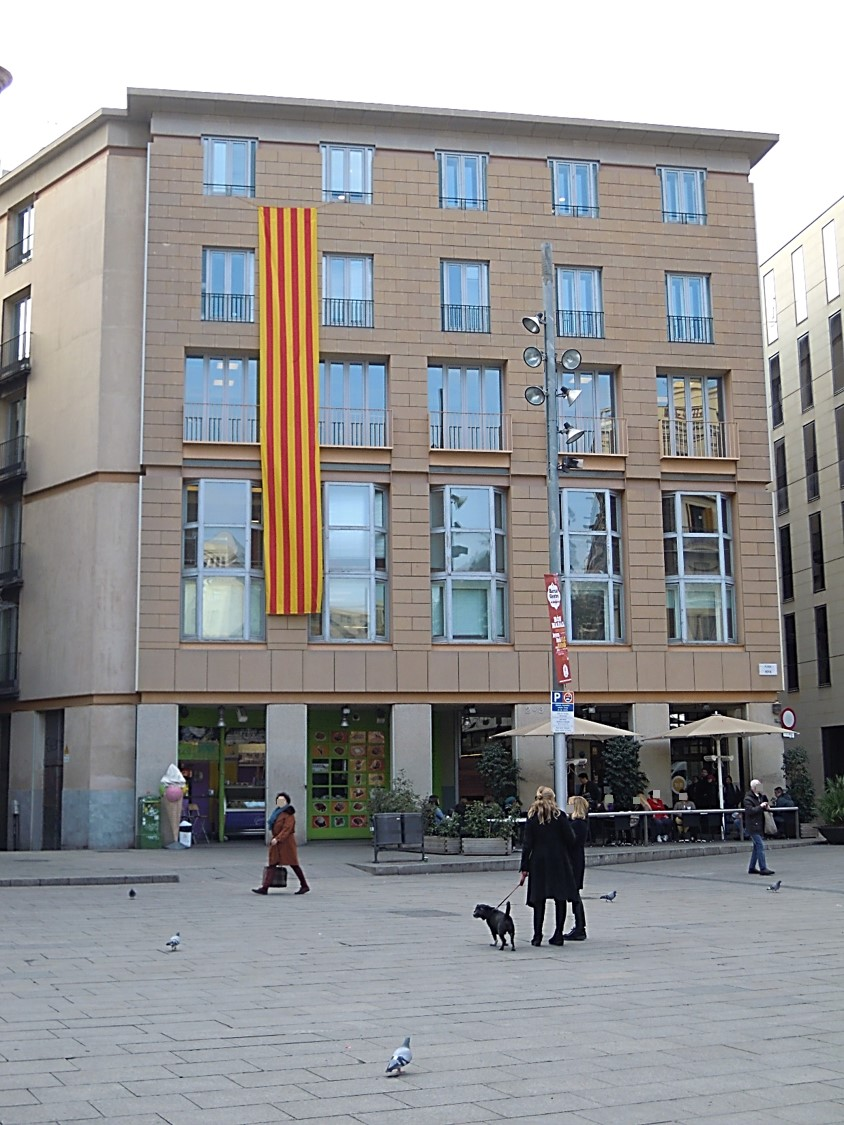
Comissió Jurídica Assessora. Plaça Nova 2-3, Barcelona

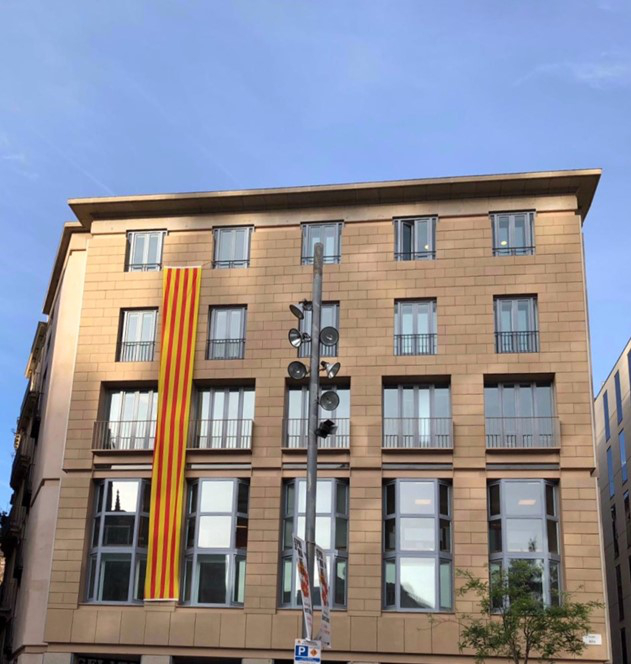
Comissió Jurídica Assessora. Plaça Nova 2-3, 08002 Barcelona

La Comissió Jurídica Assessora és l'alt òrgan consultiu del Govern de la Generalitat de Catalunya, d'acord amb l'article 72.1 de l'Estatut d'autonomia de 2006, que exerceix les seves funcions amb autonomia orgànica i funcional, en garantia de la seva objectivitat i independència. És integrada per quinze juristes de reconegut prestigi que es distingeixin en el camp professional, científic o acadèmic i que tinguin veïnatge administratiu a Catalunya,inamovibles durant el seu mandat. Es relaciona amb el Govern mitjançant el departament que el mateix Govern determini, que actualment és el Departament de la Presidència de la Generalitat de Catalunya.
La Comissió Jurídica Assessora vetlla per la legalitat de l'actuació de les diverses administracions catalanes. L'Administració de la Generalitat i els ens locals de Catalunya estan obligats a demanar el parer jurídic de la Comissió Jurídica Assessora en una sèrie de matèries, abans de prendre la decisió corresponent. En aquests casos, el dictamen de la Comissió és de sol·licitud preceptiva. En altres matèries les administracions poden sol·licitar-li el dictamen potestativament, és a dir, són consultes facultatives (dictàmens de sol·licitud no preceptiva).
Amb caràcter general, els dictàmens de la Comissió Jurídica Assessora no són vinculants per a les administracions que els demanin. Tanmateix, l'Administració que hagi sol·licitat el dictamen, quan s'aparti del criteri de la Comissió n'ha de fonamentar els motius. D'altra banda, d'acord amb la Llei 5/2005, de 2 de maig, de la Comissió Jurídica Assessora, aquesta ha de respondre a les consultes que el Govern o les administracions, per mitjà del Govern, li adrecin (article 9.2 de la Llei) i també pot adreçar al Govern les propostes i els suggeriments que consideri convenients amb relació a l'ordenament jurídic català, atenent els problemes que detecti en exercici de la seva funció consultiva (article 9.3 de la Llei). A Catalunya, la Comissió Jurídica Assessora equival i substitueix plenament el Consell d'Estat, sens perjudici de les funcions que corresponen al Consell de Garanties Estatutàries, regulat als articles 76 i 77 de l'Estatut de 2006. Com a òrgan consultiu de l'Administració de la Generalitat i dels ens locals, la Comissió no atén consultes jurídiques dels ciutadans.
Els seus dictàmens, des de l'any 1979, es poden trobar al cercador de dictàmens del Portal Jurídic de Catalunya i es poden consultar les seves publicacions i d'altra informació en la pàgina web de la Comissió.

## Composició
La Comissió Jurídica Assessora és un òrgan col·legiat i està integrat per quinze juristes catalans de reconegut prestigi. Els seus membres són nomenats pel Govern de Catalunya per a un període de sis anys renovable un sol cop, per terços i cada dos anys. Tenen la condició de membres nats el director o la directora del Gabinet Jurídic de la Generalitat de Catalunya i el director o la directora de l'Institut d'Estudis de l'Autogovern. El Govern nomena el president o la presidenta de la Comissió d'entre els membres d'aquesta. Els membres de la Comissió només en poden perdre la condició per les causes taxades a la Llei 5/2005, de 2 de maig, de la Comissió Jurídica Assessora, en garantia de llur independència i són els següents:
President: Dr. Jaume Vernet i Llobet.
Membres: Dra. Esther Arroyo i Amayuelas, Sra. Meritxell Barnola Sarri, Sra. Lucía Casado Casado, Dr. Agustí Cerrillo i Martínez, Sr. Lluís Corominas i Díaz, Sr. José Luis Martínez-Alonso Camps (membre nat com a director del Gabinet Jurídic de la Generalitat de Catalunya), Dra. Maria Mercè Darnaculleta i Gardella, Dra. Judith Gifreu i Font, Sr. Francesc Homs i Molist, Dr. Albert Lamarca i Marquès, Sr. Marc Marsal i Ferret, Sr. Carles Mundó i Blanch, Sra. Montserrat Peretó Garcia, i Dr. Xavier Arbós Marín (membre nat com a director de l'Institut d'Estudis de l'Autogovern).

## Anteriors presidents
Anteriors presidents de la Comissió Jurídica Assessora:
- Dr. Albert Lamarca i Marquès (2014-2022).
- Dr. Tomàs Font i Llovet (2005-2014).
- Sr. Josep-Enric Rebés i Solé (1995-2005).
- Sr. Josep M. Vilaseca i Marcet (1986-1995).
- Sr. Ramon Faus i Esteve (1979-1986).
- Sr. Joan Maluquer i Viladot  (1932-1936).